# 大日本帝国憲法第55条
大日本帝国憲法第55条（だいにほん/だいにっぽん ていこくけんぽう だい55じょう）は、大日本帝国憲法第4章にある。

## 現代風の表記
国務各大臣は、天皇を輔弼し、その責任を負う。全ての法律および勅令その他の国務に関わる詔勅は、国務大臣の副署を要する。

## 解説

### 国務大臣の職務

#### 概説
国務大臣の憲法上の職務としては、天皇の輔弼と、これに伴い帝国議会との交渉に当たる職務（54条）とがある。
このほか、国務大臣は、第三種の職務として、行政官庁としての職務権限を有する。行政官庁としての職務と天皇輔弼の職務とは、明白に区別することを要する。行政官庁としては、天皇のもとに国家を代表して、外に対して委任の範囲において国家意思を決定し、表示する任に当たる者であって、閣令・省令を発し、行政行為を行い、下級官庁及び部下の官吏を監督することが、行政官庁としての作用である。これに対し、天皇輔弼の機関としては、自ら国家を代表して国家意思を決定するのではなく、天皇が国家を代表して国家意思を決定することについて進言し、意見を上るのである。行政官庁としての職務は、もっぱら官制及びその他の法令によって定まるものであって、直接に憲法の関するところではない。それは、天皇のもとにおける第二次の機関としての職務であって、この地位においては、ただ内地のみを管轄するにとどまり、その権限は、直接には植民地には及ばない。輔弼機関としては、天皇が自ら行う大権を輔佐するのであって、その職務は、天皇の統治が及ぶ限りは、内地と植民地との差別なく、あまねくこれに伴い、そして、それは官制によって初めて定まるものではなく、すでに憲法によって定められているものである。
しかしながら、国務大臣の職務が、このように憲法上の職務と行政官庁としての職務との双方を含むものであったとしても、双方の職務は、二の官職に分離されているのではない。国務大臣と行政大臣との二つの官職を兼任するものではなく、内閣総理大臣、外務大臣、内務大臣等、単個の官職を担任するのみであって、この単個の官職の中に、天皇を輔弼し、帝国議会と交渉し及び行政官庁として国家を代表する三種の職務を合わせて包含している。憲法には、「国務大臣」と規定しているが、それは、ただ、例えば、裁判権を有する機関を「裁判官」と規定しているのと同様に、天皇輔弼の機関を総称する包括的名称に過ぎないものであって、「裁判官」という官名があるのではなく、官名としては「判事」があるだけであるのと同じく、「国務大臣」という官名があるのではなく、ただ、「内閣総理大臣」、「外務大臣」等があるのみである。この点現行憲法下においてまず国務大臣に任官した後に各省大臣に補職される制度と異なっている。
各省の官制に各省大臣が一定の主任事務を担任することを定めているのは、行政官庁としての職務にのみ関する規定ではなく、同時に、輔弼機関としての職務にも関するものである。各国務大臣が一様に全ての国務について輔弼するのではなく、各大臣がそれぞれその主任事務について主として輔弼の任に当たるものであって、例えば、外交については外務大臣、財政については大蔵大臣が主たる輔弼の機関である。ただ、各大臣の合議体として内閣の制度があり、各省大臣も内閣の一員としては、単に自分の主任事務だけではなく、閣議に上る事柄については、全てその評議に与るのであるから、各省大臣の職務が主任事務のみに限局されるものとするのは正当ではないけれども、この点においては、行政官庁としての職務についても同様であって、閣議に附せられるものは、単に大権の輔弼に関する事柄のみではなく、行政官庁としての職務をも含んでおり、すなわち、閣議に附せられる限度においては、各国務大臣は、輔弼機関としても、行政官庁としても、主任事務以外にわたって評議に与る。国務大臣が本条によって責任を負担し、54条によって帝国議会と交渉するのは、輔弼機関としての職務のみに関するものではなく、行政官庁としての職務についても等しくその責めに任じ、及び帝国議会との交渉の任に当たるものである。
「国務大臣」という名称は、憲法によって初めて与えられた名であって、minister of state、Staatsministerに該当する語である。ただし、その職務は、憲法以前よりすでに定まっていたものであって、明治18年（1885年）12月の官制改革によって、内閣総理大臣及び各省大臣をもって内閣を組織するものとされて以来、これらの大臣が天皇を輔弼する者であることにおいては、憲法実施以後と変わるところはない。すなわち、官制によって定められた職務以外に、別に憲法によって新たな職務が付け加えられたのではなく、憲法実施前において天皇を輔弼する職務が総理大臣、各省大臣の資格においてしたものであることはもちろんであって、この点において、憲法の実施によって何らの変更のあったものでないこととなる。

#### 大権の輔弼
国務大臣の最も重要な職務は、天皇の国務上の大権について、輔弼の任に当たることにある。本条には、広く「天皇ヲ輔弼シ」と規定されているが、その輔弼する範囲がいかなる限度に及ぶかは、憲法の規定のみによっては明白でない。官制その他一般の法令を参照することによって、初めてこれを明白にすることができるのであって、本条に無条件に「天皇ヲ輔弼シ」と規定しているとしても、天皇の一切の大権について国務大臣が輔弼の任に当たるものと解してはならない。
制限の第一は、宮中と政府との分離によって生じる。天皇は、一面には国の元首としての地位にあるとともに、他面には皇室の家長としての地位にあり、皇室の家長としての天皇の大権については、主として宮内大臣が輔弼の任に当たり、国務大臣はこれに関与しないことを原則とする。皇室典範及び皇室令は、その実質においては、単に皇室一家の内事にとどまらず、同時に国家及び国民を拘束すべき規律を包含するものであるから、公式令（4条、5条）によれば、皇室典範の改正及び皇室令中国務に関係するものについては、宮内大臣のみならず、国務大臣もともにこれに副署するものとされている。したがって、これらについては、国務大臣も宮内大臣とともに輔弼の任に当たる者であることが示されている。要するに、皇室の家長としての天皇の大権については、国務大臣は原則としては輔弼の任を有しないものであるが、その実質が国務に関係する限度においては、宮内大臣とともに天皇を輔弼することを要するのである。
制限の第二は、軍隊と政府との分離によって生じる。天皇が陸海軍の大元帥としての地位において行う純粋の意味においての陸海軍統帥の大権（統帥権、11条）には、国務大臣は輔弼の任を有しない。
制限の第三は、栄典授与の大権（15条）が一般の国務上の大権と区別されていることから生じる。
制限の第四は、祭祀についての天皇の大権が国務大臣の職務の外にあることにある。祭祀に関する大権については、憲法には何らの規定もなく、歴史に基づいて伝わっているものであって、神霊に奉仕する行為であり、もとより責任問題を生ずべき行為ではない。したがって、輔弼者のあることを必要とするものではない。祭祀大権は、何人の輔弼にもよらず、天皇が自ら行い、又は代理者をしてこれを行わせるものであって、国務大臣の職責の外にある。もちろん、祭祀に伴い生じる種々の行政事務、特に、神殿の維持・修築・管理、神官・神職の任命及び監督、経費の支弁等は、宮中の祭祀については宮内省に、国の祭祀については内務省に属しており、そして、その内務省の主管に属する限度においては、国務大臣の責任に属することは当然であるが、それは、祭祀に付属する行政に関するものであって、祭祀それ自身は、国務大臣の職務に属するものではない。
国務大臣が天皇を輔弼するのは、上記の各種の大権を除き、その他の大権についてである。換言すれば、国務大臣は、ただ国務上の大権についてのみ輔弼するのであって、本条に広く「天皇ヲ輔弼シ」と規定していても、それは、「国務ニ関スル大権ニ付」という文字が当然に含まれているものと解釈されるべきである。
「輔弼」とは、イギリス法のadviceの語がほぼこれに相当する。天皇は、国務大臣からの進言に基づいて、大権を行う。それが立憲政治の責任政治たる所以であって、天皇は自ら責めに任ずるのではないから、国務大臣の進言に基づくことなく単独で大権を行うことは、憲法上不可能である。国務大臣の進言を嘉納するか否かは聖断に存するが、それについての責任は、国務大臣が負担しなければならないから、もし、国務大臣が、自己の責任上、国家のために是非ある行為をすることが必要であると信じてその裁可を奏請し、しかもそれが嘉納されなかったとすれば、国務大臣は、当然に辞職しなければならないこととなり、したがって、国務大臣の進言に対し、一応の注意を加えることはあっても、裁可を拒むことは、内閣瓦解の原因ともなるべき容易ならぬ事態を生ずる。
国務大臣は、天皇の輔弼者であるから、一般の官吏のように、単に勅命に服従することによってその義務を全うしうるものではない。一般の官吏は、上官の命令に服従する義務を負うものであって、そしてまた、その命令に従ってした限度においては、自ら責任を負うものではなく、その責任は、もっぱら上官に帰する。国務大臣のみは、いかなる場合であっても、自分が責任を負担しなければならないものであって、君命であることを理由としてその責任を免れることはできず、したがって、また、必ずしも君命に服従することを要するものではない。輔弼とは、君主をたすけて過ちがないようにすることであって、君命といえども、もしそれが憲法・法律に違反し、又は国家のために不利益であると信ずるならば、国務大臣は、これに従うことができないのであって、これを諫止することが輔弼者としての当然の義務である。
従来の実例においては、国務大臣が、往々にして、進退伺を天皇に対して奉呈することが行われているが、これも国務大臣の地位とは相容れないものである。国務大臣は、自己の進退については、自己の責任をもって、自ら処決すべきものであって、自分の進退について、自ら処決せずに聖断を待つのは、自己の責任を回避し、責任を天皇に帰するものである。

#### 詔勅の副署
国務大臣が詔勅に副署する制度は、明治19年（1886年）1月の公文式によって、初めて定められた。これ以前は、一般に発表される詔勅には、太政大臣が勅を奉じて署名するにとどまり、御名が親署されるものではなかった。条約その他外交上の文書を除き、少なくとも国内に向かって発表される詔勅に御名の親署のあることは、古来かつてなかった例であり、天皇の名は「諱」として、人民の側からこれを称することが禁忌されていただけでなく、天皇自ら外に向かって御名を親署することもなかった。公文式によって、初めて詔勅に御名の親署を要し、国務大臣がこれに副署すべきものとされた。これは、西洋諸国のcounter-signature、contreseing、Gegenzeichnungの制度に倣ったものである。副署とは、天皇の御名に副えて署名することをいい、単純な署名とは異なり、御名の親署があることを前提とする。本条2項は、これを憲法上の原則とし、全て国務に関する詔勅には国務大臣の副署のあることを要するものとしている。その「副署」というのは、御名の親署を当然の前提としている。
したがって、副署が行われるのは、ただ御名の親署を要する詔勅のみに限るのであって、天皇の親裁によって行われる全ての大権の行為がこの例によるのではない。大権の作用であっても、御名の親署を要するのは、ただ、特に重要な行為のみに限られており、その他は、親裁によるものであっても、国務大臣が勅を奉じて外に伝え、又は勅裁を経て国務大臣が宣示する形式を採っている。例えば、官吏任命の辞令書である官記についていうと、御名の親署があるのは、ただ親任官の官記のみに限り、勅任官及び奏任官の官記には御名の親署はなく、内閣総理大臣の署名があるだけであり、勅任官には内閣総理大臣が「之ヲ奉ス」といい、奏任官には内閣総理大臣が「之ヲ宣ス」という（公式令14条3項、4項）。親任官であっても、免官の辞令書には御名の親署はなく、その他貴族院議員並びに両議院の議長及び副議長の勅任にも御名の親署はない。
国務大臣の副署を要するのは、ただ「国務ニ関ル詔勅」に限る。「国務ニ関ル詔勅」というのは、国務大臣が輔弼の責めに任ずる事務についての詔勅のみを意味する。副署は、輔弼を外形的に証明するものであって、輔弼の範囲と副署すべき範囲とは当然に一致しなければならない。したがって、詔勅の中でも、（1）純然たる皇室内部の事務に関する詔勅、（2）陸海軍の統帥に関する詔勅、（3）爵位、勲章その他の栄典を賜る詔勅、（4）神霊に誥げる御告文は、いずれも国務大臣の輔弼の範囲外に属し、国務大臣の副署を要しない。
国務大臣が輔弼すべき職務に関する全ての詔勅には、当然、国務大臣の副署を要するが、次の例外が認められる。
1. 内閣総理大臣を任命する官記 - 前任の内閣総理大臣がすでに辞任しており、後任者は任命によって初めて内閣総理大臣となるのであるから、性質上、内閣総理大臣を任命する官記には、内閣総理大臣の副署はありえない。もし、その任命の当時に留任している国務大臣が一人でもあれば、その国務大臣が副署することを要するが、もし、内閣が総辞職をして一人も留任している者がないときには、やむを得ない変例として、公式令には内大臣が副署すべきものとしている（公式令14条2項）。ただし、実際には、なるべくこの変例を避けるために、内閣総辞職の場合であっても、国務大臣中の一人だけは後任の内閣総理大臣が任命されるまで免官を延ばし、その副署をもって後任の内閣総理大臣の任命が行われた後にこれを免官する例としている。
2. 勅語 - 従来の実例において、なお国務大臣の副署のないものには、勅語として発表されたものがある。副署は、その性質上、ただ文書による詔勅について行われるのであって、口頭の詔勅には副署は行われないが、君主が口頭で発出した詔勅を書面に写して外に発表する場合でも、それは勅語の写しであるとして、国務大臣の副署又は署名もないのを例としている（例えば、明治23年（1890年）10月31日の教育勅語。）。憲法実施後においても、例えば、毎年の開院式において両議院に賜る勅語のように、たとえ天皇の親臨がなく、内閣総理大臣が勅を奉じて捧読する場合であっても、国務大臣の副署はない。その他元老に対する元勲優遇の詔勅についても、勅語の写しとして、副署の形式を備えない。とりわけ、明治34年（1901年）第4次伊藤内閣の当時、内閣は衆議院の支持を得ていたにもかかわらず、貴族院が内閣に反対し、特に最も重要な政策としていた増税の法律案を否決しようとした。内閣は、その目的を達することができず、ついに、最後の手段として、詔勅を奏請し、貴族院議長に勅語を賜って貴族院が速やかに増税案に協賛することを望み、その結果、政府の増税計画の成立を見ることとなった。この勅語の写しにも、国務大臣の副署は全く備わっていなかった。当時、貴族院議長の質問に対し、内閣総理大臣は、自ら勅語についての責任を負う旨の弁明をした。文書をもって発表され、かつ、国務に関するものである限りは、必ず国務大臣の副署を要するものと解さなければならない。ただ、性質上、文書によることができない口頭の詔勅のみが副署あることを得ないのであるが、それは、ただ文書をもってすることが不可能である場合に限るべきものであって、責任を明らかにする上においては、性質の許す限り、避けなければならないとされる。
3. 外国の帝室又は元首に対して発せられる慶弔の親書 - 単に社交上の儀礼にとどまり、政治的意味のないものであるから、国務大臣の副署がない慣例である。

副署の法律上の効果は、一面においては詔勅としての効力発生の要件であり、他面においては国務大臣の責任を証明する所以である。『憲法義解』は、この二種の効果について、「大臣ノ副署ハ左の二様ノ効果ヲ生ス一ニ法律勅令及其ノ他国事ニ係ル詔勅ハ大臣ノ副署ニ依テ始メテ実施ノ力ヲ得大臣ノ副署ナキ者ハ従テ詔命ノ効ナク外ニ付シテ宣下スルモ所司ノ官吏之ヲ奉行スルコトヲ得サルナリ二ニ大臣ノ副署ハ大臣担当ノ権ト責任ノ義ヲ表示スル者ナリ蓋国務大臣ハ内外ヲ貫流スル王命ノ溝渠タリ而シテ副署ニ依テ其ノ義ヲ昭明ニスルナリ」と説明している。ただし、副署と責任との関係は、副署をした大臣はそれによって当然にその責任者であることが証明されるのであるが、副署によって初めて責任を生ずるのではなく、輔弼したことによって責任を生ずるので、輔弼者としてその議に与った者は、たとえ副署しなくとも、その責めを免れることはできない。この点においても、『憲法義解』に「副署ハ以テ大臣ノ責任ヲ表示スヘキモ副署ニ依テ始メテ責任ヲ生スルニ非サルナリ」というのは正当な説明であるとされる。

### 内閣制度

#### 内閣制度の由来
本条には、ただ「国務各大臣ハ天皇ヲ輔弼シ其ノ責ニ任ス」と規定されているだけで、国務大臣がその全体をもって内閣を組織するものであることは、憲法には示されていない。ただし、それゆえに憲法が内閣制度を否認しているのではなく、それは、官制の定めるところに任されている。56条は、特に「枢密院官制ノ定ムル所ニ依リ」という字句が付せられているのに対して、本条には、これに相応する字句を欠いているが、それは、実質上の差異を示すものではなく、国務大臣も官制の定めるところによって天皇を輔弼する。
内閣制度は、明治18年（1885年）12月22日の改革をもって初めて定められたものであって、それまでの太政官制度を廃して、内閣総理大臣及び外務、内務、大蔵、陸軍、海軍、司法、文部、農商務、逓信の諸大臣を置き、これらの諸大臣をもって内閣を組織するものとした。この改革によって、従来の制度が改められたのは、主として次の3点にある。
1. 旧制においては、太政官と各省とは上下隷属の関係にあり、天皇に直隷して輔弼の責任を負担する者は、ただ太政大臣及び左右大臣だけで、各省卿は、太政官の下に隷し、その命令を受ける下級庁であって、直接に輔弼の責めを負うものではなかった。これに対し、新制は、各省の長官をして直接に国務大臣として天皇を輔弼する責めに任ずるものたらしめ、旧制において各省の上に別に太政官が置かれていたのを廃して、各省を天皇に直隷するものたらしめた。
2. 各大臣の首班として内閣総理大臣が置かれたが、内閣総理大臣は、旧制の太政大臣のように、各省大臣に対して法律上の指揮命令権を有するものではなく、ただ、内閣における各大臣の合議の結果を取りまとめて奏上し、政治の大体の方針を指示し、内閣の統一を保持する責めに任ずるものたらしめた。
3. 旧制においては、宮内省も他の各省と等しく太政官の下に隷し、宮中の機関と政務の機関との区別がなかったのに対し、新制においては宮、内大臣を内閣の外に置き、宮中と政府とを分離する端を開いた。

内閣の官制は、内閣の新設と同時に、主として内閣総理大臣の職責を定めた7箇条の規定が発布されたが、内閣官制（明治22年勅令第135号）をもって、改めて10箇条の規定が発布され、閣議を経るべき事件の概目が初めて定められた。

#### 内閣制度の本旨
内閣制度の本旨は、各国務大臣が個々独立にその主任事務について天皇を輔弼するものとせず、各国務大臣がそれぞれ一定の主任事務を分担するとともに、その全体をもって合議体を組織し、重要な国務については合議の結果内閣の全体の意見をまとめ、これによって天皇を輔弼させようとした点にある。その制度について、なお注意すべき点は、次のとおりである。
1. 内閣は全体として統一が保たれたものでなければならない。 - 内閣を組織する各国務大臣は、各省主任の日常の事務については、主任大臣の単独の責任をもって専行するものであるが、国政の全般に関係ある大事は、内治、外交、軍備、財政の全てにわたり、一致の方針をもってこれを処理することを要する。したがって、少なくとも、大体の政策においては、全員の一致があり、内閣が全体として統一的な一体をなすものでなければならない。内閣の統一を保持することについて主たる責任を負う者は内閣総理大臣であって、もし、重要な問題に関して国務大臣の中に意見の分裂があり、内閣総理大臣の勢力をもってしてもこれを一致させることができないとすれば、内閣は瓦解するほかない。
2. 内閣は普通の合議制のように機械的な多数決主義を取るものではない。 - 上記1の結果として、多数によって事を決し、反対の意見を有する者もこれに従わなければならないこととするのは、内閣員たる各大臣が全て絶対の責任者であることと両立し得ない。自らが反対であるにもかかわらず自らそれについての責任を負担することは、責任の原理に反する。したがって、内閣の合議によって事を決する場合には、大権を輔弼する職務においても、又は行政官庁としての職務においても、常に全会一致であることを要する。たとえ多少の意見の相違があっても、譲歩し得る限りは譲歩して、全員の一致を得なければならないため、もし絶対に譲歩することができないとすれば、それは、内閣の分裂を来すときである。
3. 内閣の付議事項については、内閣官制5条に規定があるが、それ以外にも、内閣総理大臣が自己の意見によって、又は主任大臣からの請求によって、いかなる事件であっても閣議に付すことができる。- 内閣官制5条に列記された事件については、閣議を経ることを要するが、それ以外に何を閣議事項として、何を各省の専行事項とするかについては、内閣総理大臣の裁量によって決せられる。
4. 内閣は秘密会議であって、その議事について、閣員は秘密を守るべき義務を負う。
5. 内閣の会議には天皇の親臨がないことを原則とする。 - これは、内閣の会議が枢密院の会議と異なる点の一つであって、枢密院が御前会議を常則とするのに対し、内閣は国務大臣だけの会議である。それは、国務大臣が忌憚なく互いにその意見を吐露して意見の一致を得ることに努めるために必要である。これは、官制に明文のある事柄ではなく、内閣制度の創設当初においては、旧時代の慣習に基づき、閣内の意見が分かれた場合には、御前会議が開かれたことがないではない。しかしながら、その後は、確定の慣習となっている。
6. 内閣には必ずその全体を統督すべき首班者（内閣総理大臣）を要する。
7. 内閣が統一体である結果として、内閣は、必ずその全体が連帯責任を負うものでなければならない。 - 各省専行の事項については、主任大臣が単独の責任を負うべきであるが、少なくとも閣議で決した事柄については、政治上、連帯責任を負わなければならない。

#### 内閣の組織
内閣は、各国務大臣から成り立っているが、各国務大臣が全て同一の職務を有しているのではなく、その中の一人を首班として、これを内閣総理大臣といい、他の国務大臣は、なお一定の省務を分担し、それぞれその主任事務を有する。
国務大臣の員数は、官制が定めるところに任されており、憲法においては限定されていない。明治18年（1885年）12月の官制改革当時は、内閣総理大臣のほかに、外務、内務、大蔵、陸軍、海軍、司法、文部、農商務、逓信の9省の大臣が置かれたが、その後、鉄道省が置かれ、農商務省が農林省及び商工省に分かたれた。
内閣官制には、内閣総理大臣及び各省大臣のほかに、「勅旨ヲ以テ特ニ内閣ニ列セシムルコトアルヘシ」との規定がある（無省大臣）。この制度が用いられた例としては、憲法制定前に、枢密院議長伊藤博文が勅旨によって内閣に列せられた例がある。
国務大臣の中で特別の地位を有する者は、陸軍大臣及び海軍大臣である。陸軍省官制及び海軍省官制の附表によって、陸軍大臣は陸軍大将又は陸軍中将、海軍大臣は海軍大将又は海軍中将をもって任ずべきものと定められている。これは、陸軍大臣及び海軍大臣が、一方では国務大臣として内閣の一員であるとともに、他方では帷幄の軍務に参加する職務を有するものとされている結果であって、特に、陸軍大臣及び海軍大臣は、軍人に命令する権限を有し、又は軍人の進退を掌るものであって、これらの権能は、これを文官大臣に任ずることが軍紀を維持する上で不適当であると考えられている。

#### 内閣総理大臣
内閣官制2条において、内閣総理大臣は、官制上も内閣の首班たる地位が公認されている。ただし、内閣総理大臣と他の各大臣との関係は、法律上に上下服従の関係があるのではない。各大臣は、いずれも天皇に直隷するものであって、内閣総理大臣に隷属するものではなく、普通の上官と下官との関係のように、内閣総理大臣が法律上に各大臣に対して命令権を有するのではない。内閣総理大臣が内閣の首班たる所以は、主として次の5点に表れる。
1. 内閣総理大臣は、他の各大臣の任免について、奏薦の権限がある。 - 官制の明文によっては示されていないが、内閣総理大臣の最も重要な権能である。それは、内閣総理大臣が内閣の統一を保持する責めに任ずる者であることから生ずる当然の原則であって、公式令において、各大臣を任命する官記に内閣総理大臣が副署すべきものと規定されていることからも推測することができる。何人を内閣総理大臣に任ずるかについては、もっぱら聖断によって定まるべきものであって、この点について天皇を輔弼すべき機関は、官制上は内大臣があり、官制以外の事実上の慣習としては元老がある。これらに対して諮問があった後、誰を内閣総理大臣に任ずべきかが定まると、その人を宮中に召して、内旨を下し、同時に、他の閣僚を選定・奏薦すべきことを命ずるため、一般に、これを「内閣組織の大命」という。内閣組織の大命が下された者は、直ちに閣員として奏薦すべき者の選定に着手し、それが決定すると、閣員名簿を捧呈する。天皇がこれを嘉納した場合には、その名簿に従って親任式が行われる。すなわち、内閣総理大臣だけは勅旨によって定まるが、他の各大臣は内閣総理大臣の奏請に基づいて任命される。各大臣が辞表を呈出する場合であっても、必ず内閣総理大臣を経由し、内閣総理大臣がこれを奉呈するものでなければならない。内閣総理大臣の奏請に基づいて任命されたのであるから、内閣総理大臣を経ずに単独で辞表を呈することが許されないのは当然であるとされる。
2. 閣議を招集し、主宰し、閣議に付すべき事件を選定すること。 - 内閣総理大臣は内閣の議長であって、その全ての議事を主宰することはその当然の任務に属する。何を閣議に付するかもまた、内閣総理大臣がその選定権を有する。特に、閣議の決定は、多数決によるのではないから、内閣総理大臣は、意見の一致を得ることに努めなければならない。もし、重大な政策問題について、意見の一致が得られなければ、内閣は、分裂のほかはないが、比較的軽い問題であれば、たとえ意見が分かれても、内閣総理大臣の意見によって、結局は全員の一致を得るに至るのが通例であるとされる。
3. 機務を奏宣すること。 - 官制は、特に、「機務ヲ奏宣シ」ということを内閣総理大臣の職務として挙げている。これは、内閣の議を経たものであると否とを問わず、全て政務に関して上奏して裁可を仰ぐことが内閣総理大臣の職務に属することを示している。イギリスでは、一般に、内閣総理大臣は、国王のcanalであるといわれている。それは、国王から勅旨を外に発するにも、外から国王に上奏するにも、常に内閣総理大臣を経由するからである。わが国でも、内閣総理大臣は、同一の地位を有する。各省大臣には、全く上奏権がないというのではなく、各省主任の事項については、各省大臣も上奏権を有することは当然であるが、それは、内閣総理大臣を経由するか、又は少なくとも内閣総理大臣の承認を得た場合であることを要するため、内閣総理大臣が知らない間に各省大臣から直接に上奏することは、内閣総理大臣の職責から見て許されない。ただし、陸軍大臣又は海軍大臣は、「帷幄上奏」（内閣官制7条）をなし得る。これは、本来、参謀総長及び海軍軍令部長の職務として規定されていたところ、その後、陸軍大臣又は海軍大臣からも帷幄上奏をなし得る慣習が開かれ、これだけは内閣総理大臣を経由せずに単独で上奏し得ることが慣習上認められている。しかしながら、帷幄上奏の範囲は、大日本帝国憲法11条による陸海軍統帥の大権に属すべき事項のみに限られるべきものであって、一般の国務に及び得るものではない。
4. 行政各部を統督すること。 - 他の各大臣は、一定の主任事務を担任し、閣議に列することのほかには、ただその主任事務のみを掌るものであるが、内閣総理大臣は、国政の全般について、一般的な監督権を有するものであって、各省の主任事務についても、その大体の方針を指示して、なるべくこれに従うことを希望し、その不適当と認めるものについては、これに注意を与える等、行政各部の統一を保持する職責を有する。その結果として、内閣官制3条は、「内閣總理大臣ハ須要ト認ムルトキハ行政各部ノ處分又ハ命令ヲ中止セシメ勅裁ヲ待ツコトヲ得」と規定している。これは、一般の上級官庁が下級官庁の命令又は処分を取り消すのとは趣を異にしている。一般の上級官庁は、ただ下級官庁の命令又は処分が違法であるか、又は公益に反する場合にこれを取り消すことができるのに対し、この場合は、「須要ト認ムルトキ」すなわち単に内閣の方針に反するという理由だけでこれをなしうるのであり、また、直接にこれを取り消しうるのではなく、これを中止させて勅裁を待つのである。ただし、この規定は、各省大臣が内閣の方針に反して専断の処置をした場合のみに適用されるのであって、内閣の統一が保たれている限りは、実際に適用されるべき規定ではないとされる。
5. 国務上の全ての詔勅に副署すること。 - 各省大臣は、原則として、ただその主任事務に関する詔勅のみに副署するが、内閣総理大臣は、国政の全般を統督しているものであるから、特別の例外を除いては、国務に関する全ての詔勅に副署する。ただし、この点については、官制上、変遷があった。明治18年（1885年）12月の最初の官制（内閣職権）5条においては、「凡ソ法律命令ニハ内閣總理大臣之ニ副署シ其各省主任ノ事務ニ屬スルモノハ内閣總理大臣及主任大臣之ニ副署スヘシ」と規定され、内閣総理大臣は、原則として全ての詔勅に副署するものとされていた。明治22年（1889年）12月の内閣官制4条においては、「凡ソ法律及一般ノ行政ニ係ル勅令ハ内閣總理大臣及主任大臣之ニ副署スヘシ勅令ノ各省專任ノ行政事務ニ屬スル者ハ主任ノ各省大臣之ニ副署スヘシ」と規定され、内閣総理大臣の権限を削減して、各省主任の事務に関しては、各省大臣が単独で副署し得ることとした。しかしながら、明治40年（1907年）2月の公式令によって、再び旧制に復し、一切の国務上の詔勅には、内閣総理大臣が副署するものとし、上記内閣官制4条の規定を削除した。この原則の例外となるのは、外交上の文書であって、「國書其ノ他外交上ノ親書、條約批准書、全權委任状、外國派遣官吏委任状、名譽領事委任状及外國領事認可状」には、外務大臣のみが副署することとされている（公式令13条）。これは、外交上の国際慣習に従うことを要する結果であるとされる。

#### 内閣存立の政治的基礎
内閣総理大臣以外の国務大臣の任命に関しては、内閣総理大臣が奏薦の任を有しており、内閣総理大臣自身の任命については、聖断によらなければならない。法律上からいえば、何人を内閣総理大臣たらしめるべきかについては、聖旨に存することであって、その選択について、何らの法律上の拘束もない。すなわち、内閣の存立の基礎は、法律上においては、もっぱら天皇の信任にある。
しかしながら、立憲政治は、門閥政治を排するものであって、国民の翼賛をもって行われる政治であるから、国政について責任の衝に当たるべき内閣もまた、必ず国民の信頼を受けるものでなければならないことを立憲政治の本旨とする。したがって、法律上からいえば、それは、君主の個人的な信任に基づくべきものではなく、必ず国民の信頼をその選択の標準としなければならない。そして、立憲政治において、国民の意見を代表する機関は帝国議会、特に衆議院であるから、内閣の存立の政治的基礎は、必ず帝国議会、特に衆議院の信任にあらねばならない。これを立憲政治の一般の原則としている。
ただし、衆議院が信任する者が何人であるかは、必ずしも常に明白ではなく、また、たとえそれが明白であるとしても、政治上の勢力を有するものとしては、衆議院のほかに貴族院及び枢密院があり、時として、それらの意向をも顧慮しなければならない必要があるために、何人を内閣総理大臣とするかについて、確定不動の原則を定めることは不可能であって、時の政治上の情勢に応じて変化することはやむを得ない結果である。
明治以来の内閣の存立の政治的基礎は、次のように分類される。
- 超然内閣（藩閥内閣・官僚内閣） - 明治18年（1885年）の内閣創設以来、明治28年（1895年）に第2次伊藤内閣が自由党と提携するまでの間、内閣総理大臣は、薩摩藩及び長州藩の出身者に限られていた。
- 政党内閣 - 明治31年（1898年）6月、当時の二大政党であった自由党と進歩党が合同して憲政党を組織し、衆議院の大多数を占めることとなったため、第3次伊藤内閣が辞職して大隈重信を内閣総理大臣とする第1次大隈内閣が組織されたのが政党内閣の初めである。その後、第1次大隈内閣は、憲政党の分裂によって崩壊し、第2次山縣内閣が組織されたが、明治33年（1900年）10月には、伊藤博文の立憲政友会による第4次伊藤内閣が組織された。これが2回目の政党内閣である。その後の第1次西園寺内閣、第2次西園寺内閣、第2次大隈内閣、原内閣、高橋内閣は、いずれも衆議院の多数党を基礎とした政党内閣であった。
- 連立内閣 - 衆議院において三以上の少数党が対立し、いずれの一党も過半数を占めるものがない場合には、二以上の政党が連立して内閣を組織することがある。加藤高明内閣がその例であって、いわゆる護憲三派（立憲政友会、憲政会、革新倶楽部）の連立内閣であった。
- 少数党の内閣 - 連立が得られない場合、又は例外として多数党があってもそれが内閣を組織できない事情がある場合には、少数党の首領に内閣の組織を命ぜられることがある。大正3年（1914年）4月に成立した第2次大隈内閣は、成立当時においては少数党の内閣であった。また、大正14年（1925年）8月に護憲三派の連立が崩壊して加藤高明が再び組閣の大命を受けた例や、昭和2年（1927年）4月の田中義一内閣もまた、少数党の内閣の例である。
- 武官内閣 - 衆議院に多数党が存しない場合はもちろん、たとえ多数党がある場合であっても、必ずしも常に政党をもって内閣を組織するとは限られない。陸軍又は海軍の将官が内閣の組織を命ぜられて、それが政党の支持を受けて内閣を維持した例が多い。明治31年（1898年）11月に第1次大隈内閣の後を受けた第2次山縣内閣のほか、第1次桂内閣、第2次桂内閣、第3次桂内閣、第1次山本内閣、寺内内閣、加藤友三郎内閣、第2次山本内閣は、いずれも武官内閣である。そして、加藤友三郎を除いては、いずれも薩長出身者であった。ただし、これらの内閣は、寺内内閣を除き、いずれも衆議院の多数党の支持を受けていたものである。
- 貴族院の多数派による内閣 - 大正13年（1924年）1月に第2次山本内閣の総辞職を受けて成立した清浦内閣は、貴族院の多数派（研究会）を基礎として組織されたものであるが、衆議院解散の結果、反対する護憲三派の勝利によって、わずか5か月で総辞職した。

#### 内閣更迭の原因
立憲政治の一般の原則からいうと、内閣は、衆議院の信任を基礎として成立し、したがって、その信任が失われない間は、その職を保つことを常則とすべきものであるが、実際に内閣の更迭が生じた原因を見ると、衆議院の多数の支持を受けながら、その他の原因によって辞職することを余儀なくされた場合が少なくない。
- 衆議院の反対
- 内閣統一の破壊（閣内不一致） - 第1次大隈内閣、第4次伊藤内閣、高橋内閣
- 貴族院、枢密院、陸軍又は海軍の反対 - 第2次西園寺内閣（陸軍の反対）、第1次山本内閣（貴族院の反対、シーメンス事件）、第1次若槻内閣（枢密院の反対）
- 世論の反対
- 総選挙の結果の敗北
- 内閣総理大臣の死亡

### 国務大臣の責任
本条においては、国務大臣の責任について、特に「其ノ責ニ任ス」と規定している。国務大臣についてのみ、特に憲法において責めに任ずることを明言しているのは、一般の官吏とは異なる原則があるからである。

#### 何について責めに任ずるか
国務大臣は、その一切の職務について責めに任ずるが、とりわけ、国務大臣は、天皇輔弼の任に当たるものであるから、天皇の国務上の大権の行使についてその輔弼者としての責めに任ずるのが、国務大臣に特別な責任の第一の点である。本条が「天皇ヲ輔弼シ其ノ責ニ任ス」と規定しているのがその意を示すものである。国務大臣は、単に輔弼についての責任を負担するだけではなく、行政官庁としての自らの行為及び自らの指揮監督のもとにある下級機関の行為についても責めに任じなければならないけれども、それらについては言を俟たないところであるため、本条には、特に輔弼の責任について規定している。
一般の輔佐機関にあっては、輔佐についての責任はもちろんのこと、輔佐者の負うところであっても、主たる責任は、その決裁を与える者が負うところでなければならない。例えば、次官が大臣を輔佐し、内務部長が知事を輔佐する場合において、その行為についての主たる責任を負う者は、大臣であって、知事であることは、言うまでもない。大臣が天皇を輔弼する場合だけは、天皇が神聖不可侵であって自ら責めに任ぜず、その行為についての一切の責任を国務大臣が負担するのであるから、これが、大臣責任の特別である所以である。これは、国務大臣が君主に代わって責めに任ずるのではなくて、君主の国務上の大権は国務大臣の進言に基づいてのみ行われ得るものであるから、国務大臣は、その進言者としてそれについての一切の責任を負わなければならない。一般の官吏は、上官の命令に従う義務を負い、したがって、上官の命令に従ってした行為については、自らは責任を負わないのであるが、国務大臣は、『憲法義解』にいうように、「獨奨順賛襄ノ職ニ在ルノミナラス又匡救矯正ノ任ニ居ル」者であるから、君命といえども必ずしも従わず、したがって、君命に藉口して責任を免れることはできない。従来の実例において、帝国議会の停会、解散、国務大臣の任免について、議員の質問に対し、国務大臣がそれは天皇の大権に属しその理由を弁明すべき限りでないという答弁をしたことがあるが、それは、大臣責任の上において、法律上許されるべき答弁ではないとされる。
天皇の大権については、国務大臣が輔弼の任を有するほか、枢密院の諮詢を経て決せられることもあり、特に重大な事件については、元老に諮詢されることもありえる。しかし、その決定された原因が何人の意見に存するとしても、それについての一切の責任は、国務大臣に帰するのであって、国務大臣は、他の意見に基づいたことをもってその弁解の理由とはなし得ない。
国務大臣が憲法上に責任を負担するのは、ただ、その国務大臣としての職務の範囲に限られる。とりわけ、天皇の大権について国務大臣が輔弼の責任を負うのは、ただ、法律上に輔弼すべき職務を有する範囲に限られる。したがって、陸海軍統帥の大権、栄典授与の大権、祭祀に関する大権、国務に関係ない皇室の大権については、国務大臣の責任に属するものではない。

#### 誰に対して責めに任ずるか
「責ニ任ス」というのは、自らの行為について、他者から是非の判断を受け、その判断に基づいて制裁を被ることをいう。したがって、責任の観念には、その是非の判断をなすべき権能のある者が必要であり、また、その判断に基づいて下される制裁が必要である。何人に対して責めに任ずるかの問題は、換言すれば、その是非を批評し、判断する者が何人であるかという問題にほかならない。
この意味において、国務大臣に特別な責任は、もっぱらその議会に対する責任にある。ヨーロッパ大陸諸国の憲法には、国務大臣が議会両院に対して責めに任ずる者であることを明言しているものが少なくない。
大日本帝国憲法にはこのような明文規定は設けられていないが、国務大臣が帝国議会に対して責めに任ずる者であることは疑いを容れない。帝国議会に対して責めに任ずとは、帝国議会が国務大臣の行為について是非の判断をなす権能を有することを意味する。帝国議会は、もとより国務大臣を罷免する権能があるものではなく、その他国務大臣に対していかなる法律上の制裁も課しうるものではない。しかしながら、帝国議会は、国民に代わって政府を監視する機関であって、帝国議会が国務大臣の職務行為についてこれを論難できることは当然であり、大日本帝国憲法54条にも、国務大臣が帝国議会と交渉する職権があることを規定しているのは、帝国議会が国務大臣の行為を是非し、批評できる権能があることを暗示している。
帝国議会が国務大臣の責任を質す方法として採りうるのは、主として次の3点である。
1. 質問権 - 憲法自身には規定されていないが、議院法に規定されている。これは、単に不明瞭な事実について疑いを質すために認められているものではなく、国務大臣の責任を質すための方法として認められているのであって、国務大臣の行為について、その是非を公衆の前に明らかにするためにその弁明を求めるものである。したがって、その質問をなしうる範囲は、国務大臣の責任に属する範囲に限られ、その相手方となる者は、ただ、国務大臣に限られる。『憲法義解』にも、「但シ議員ハ質問ニ由リ公衆ノ前ニ大臣ノ答辯ヲ求ムルコトヲ得ヘク、議院ハ君主ニ奏上シテ意見ヲ陳疏スルコトヲ得ヘク、而シテ君主ノ材能ヲ器用スルハ憲法上其ノ任意ニ属スト雖、衆心ノ嚮フ所ハ亦其ノ採酌ノ一ニ洩レサルコト知ルヘキトキハ、此レ亦間接ニ大臣ノ責ヲ問フ者ト謂フコトヲ得ヘシ」とあり、質問権が大臣の責任を問う方法の一つであることを認めている。ただし、議院法においては、大臣の答弁をもって議院全体の問題とせず、単に、質問者と政府との関係にとどめているために、質問権は、大臣の責任を質す方法として、その効果が甚だ薄弱であることを免れない。
2. 不信任決議の権限 - 憲法に規定がないのみならず、議院法にも規定がない。しかしながら、帝国議会両院が内閣の全体に対し、又は個々の国務大臣に対し、不信任決議をなしうることは、各立憲国に共通の原則であり、大日本帝国憲法においても、帝国議会が政府を監視する機関であることの性質から見て、疑いを容れない。先例としても、第3回帝国議会以来、類似の先例は多い。不信任決議の権限は、法律上は、衆議院のみならず、貴族院にも属する。しかしながら、貴族院は解散されない特権を有するため、自ら解散を受けることなく内閣の進退を左右し得るものとすれば、貴族院は、政府の上に絶対の勢力を有するものとなり、かつ、内閣が国民の信頼に基づいて進退することの本旨に反する。したがって、政治上からいえば、貴族院が内閣の不信任を決議することは、その本分に反する。
3. 弾劾的上奏権 - 49条に明言されているところであって、憲政初期においてしばしば実行されてきた。

これらのほかに、間接的に内閣不信任の意思を表示する手段としては、政府の重要な政策の法律案を否決すること、政府が反対する法律案を提出して可決すること、予算中政府が必要とする款項を削減すること、政府の特定の行為を非難する決議をすること、政府のある政策を改めるべき建議をすること、緊急命令・予算外支出等の承諾を拒むこと等の行為をとることができる。
両議院が国務大臣に対してこのような行為をなしうることを称して、国務大臣が両議院に対して責めに任ずという。これは、国務大臣に対してのみなしうるところであって、大臣責任に特別な責任の第二の点である。天皇を輔弼する任にある者は、必ずしも国務大臣のみに限るものではなく、国務大臣のほか、官制上に天皇を輔弼する者には内大臣があり、枢密顧問も重要な国務について天皇の諮詢に応える。大正6年（1917年）から大正11年（1922年）までは、臨時外交調査委員会が設置されて、応機啓沃の任に当たっていた。このほか、官制以外においては、国家の大事について、元老に諮詢があることも稀ではない。これらは、いずれも、国事について、天皇に対して意見を上る者であるが、しかしながら、これらは、いずれも、帝国議会に対して責めに任じない者であって、帝国議会は、これらの者に対して、その責任を問うべき何らの行為もなし得ない。天皇の大権の行使について、それが枢密院の意見に基づいた場合であっても、元老の上奏が嘉納された場合であっても、帝国議会に対して責任を負う者は、常に国務大臣であって、それ以外の者に対しては、帝国議会は、その行為を是非し、論難する何らの権能も有しない。
一般に、大臣責任というのは、国務大臣に特別な責任を意味するものであって、そして、それは、もっぱら議会に対する責任にほかならない。本条に、国務大臣のみについて「其ノ責ニ任ス」と規定しているのは、国務大臣のみに特別な責任を規定しているものと解すべきであって、したがって、大日本帝国憲法に定めている大臣責任もまた、国務大臣の帝国議会に対する責任を意味するものと解すべきである。
しかしながら、国務大臣が帝国議会に対して責めに任ずといっても、それは、国務大臣がその他の者に対して責めに任じないことを意味するものではない。特に、国務大臣が天皇に対して責めに任ずる者であることは、言うまでもない。もし、責めに任ずということを、「進退を左右される」ことの意味に解するならば、法律上に国務大臣を任免する権限は、もっぱら天皇の大権に属することはもちろんであるから、この意味においては、国務大臣は、法律上、もっぱら天皇に対して責めに任ずる者であるといっても誤りではない。しかしながら、天皇に対して責めに任ずるのは、国務大臣のみに特別な事柄ではなく、全ての官吏は、皆、天皇に対して責めに任ずる者である。一般に大臣責任というのは、このように、全ての官吏に共通の責任を意味するのではなく、ただ、国務大臣のみに特別なものをいうのであって、それは、帝国議会に対する責任にほかならない。

#### いかなる責任を負うか
国務大臣に特別な責任は、もっぱら帝国議会に対する責任であるが、この責任は、もっぱら政治上の責任であって、法律上の責任ではない。法律上の責任とは、法律上の強制力ある制裁を加えられることをいうのであって、懲戒処分、刑罰、民事上の損害賠償などは、いずれも法律上の制裁である。帝国議会は、国務大臣に対して、このような法律上の制裁を課しうる権能を有するものではない。帝国議会がなしうるのは、上記の手段をもって国務大臣の責任を問うことのみにあるのであって、その問責の結果は、もっぱら国務大臣が自ら処決するところに任されている。帝国議会が採りうべき問責の手段のうち、質問権は、ただ国務大臣の弁明を求めるだけで、それ自身に不信任の意味を含むものではないから、これに対しては、国務大臣は、ただ答弁の義務があるだけで、未だ進退についての問題を生じるものではない。他方、不信任決議及び弾劾上奏は、直接に不信任の意思を表示し、国務大臣の処決を促すものであって、これに対しては、国務大臣は、衆議院を解散して世論の判断に訴えるか、そうでなければ、自ら処決するほかはない。その決議があった場合は、もはやその両立は不可能であるが、しかし、この場合であっても、それは、法律上の義務ではなく、ただ、政治上の問題であるにすぎない。大臣責任が政治上の責任であるというのは、このことを意味している
国務大臣の責任が連帯責任であるか個人的責任であるかについては、本条には何らの明文もない。連帯責任とは、国務大臣がその進退を決するにあたり、全内閣員が進退を共同にすることをいい、個人的責任とは、各国務大臣が単独に進退することをいう。条理からいえば、内閣の一般政策に関して、閣議によって定まった事項については、全内閣が連帯責任を負い、各省主管の事務で、その省限り専行するものについては、主任大臣だけが単独に責任を負うのが当然である。『憲法義解』も、大臣責任が常に連帯責任であることを否定していて、「各省大臣ニ至テハ其ノ主任ノ事務ニ就キ格別ニ其ノ責ニ任スル者ニシテ連帯ノ責任アルニ非ス」といっているが、「若夫レ國ノ内外ノ大事ニ至テハ政府ノ全局ニ関シ各部ノ専任スル所ニ非ス而シテ謀猷措畫必各大臣ノ協同ニ依リ互相推諉スルコトヲ得ス此ノ時ニ當テ各大臣ヲ擧ケテ全體責任ノ位置ヲ取ラサルヘカラサルハ固ヨリ其ノ本分ナリ」といっており、一般政策については連帯責任があることを承認している。
実際の政治慣習においては、各省の単独の責任として、各省大臣が単独に進退を決する場合はむしろ少なくなり、国務大臣の進退については、大多数の場合に、全内閣がその進退を共にすることが慣習となりつつあるとされる。その上、全内閣員は、内閣総理大臣の奏薦によって任命されるのであるから、内閣総理大臣が辞職し、又は在職中に死亡する場合には、全内閣員が辞表を奉呈することがほぼ確定の慣習となっているとされる。